# Thubursicum
Thubursicum, ou Thubursicum Numidarum, est une cité antique berbère numide et romaine qui correspond actuellement à la ville de Khemissa dans la wilaya de Souk Ahras, au nord-est de l'Algérie.

## Localisation
Thubursicum est située à 40 km au sud-est de Calama (actuelle Guelma) et à 32 km au nord-ouest de Thagaste, connue actuellement sous le nom de Souk Ahras. Elle se trouve à environ 250 km à l'ouest de l'ancienne Carthage.

## Histoire
À l'origine, le site était un établissement principal d'une tribu indigène berbère de Numidie. Cette ville est probablement celle dont Tacite parle en lien avec la révolte de Tacfarinas sous le règne de Tibère (15 à 24 apr. J.-C.),.
Thubursicum, était une ville romaine en Afrique du Nord, fondée par l'empereur Trajan vers l'an 100 apr. J.-C., lorsqu'il l'éleva au rang de Municipe (Municipium Ulpium Traianum Augustum Thubursicu). Ses habitants étaient inscrits dans la tribu Papiria. Elle devint une colonie romaine (colonia) en 270 apr. J.-C..
Thubursicum devint ensuite le siège d'un évêché, avec une basilique rectangulaire aux murs recouverts de marbre construite au IIe siècle. Saint Augustin y fit deux visites. Il servit comme prêtre, évêque coadjuteur et évêque dans la ville voisine d'Hippone de 391 à 430.
La ville fit partie du Royaume vandale de 435 à 534. Elle fut reconquise lors de la guerre des Vandales par l'Empire romain d'Orient en 534, qui y construisit une chapelle de style byzantin ainsi que de petits forts. Elle resta intégrée à la préfecture du prétoire d'Afrique puis à l'Exarchat de Carthage jusqu'à la conquête musulmane du Maghreb en 698.

## Site archéologique
Les restes archéologiques sont importants. Les fouilles de la cité antique ont commencé en 1865, puis plus régulièrement de 1902 à 1911 avec Stéphane Gsell. Les fouilles archéologiques menées de 1900 à 1922 n'ont dégagé qu'une partie du site de la ville. La plupart des objets collectés à cette époque, notamment les statues romaines antiques, sont conservés au musée de Guelma, en Algérie.
Thubursicum possède un théâtre romain bien conservé (construit au IIe ou IIIe siècle), considéré comme l’un des plus beaux et des mieux préservés d’Afrique du Nord. Il est de taille moyenne, adossé à la colline et construit en pierre de taille en grès, mais, selon Stéphane Gsell, ne fut pas achevé et resta pauvrement décoré. La scène mesure 43 mètres de large, pour 9 mètres de profondeur. Respectant la forme classique, le mur de fond de scène, haut de neuf mètres, comportait trois portes au fond d'exèdres semi-circulaires encadrés de colonnes dont les socles subsistent. Dans l'épaisseur de ce mur, deux escaliers en spirale permettaient probablement d'accéder à un balcon au-dessus de la scène, pour des effets théâtraux d'apparition. Devant la scène, l'orchestre mesure 22,50 mètres de diamètre. Trois gradins étaient destinés à l'installation de sièges mobiles. Au-dessus, un premier niveau comportait treize gradins, suivi d'un second niveau.
D'autres structures et ruines romaines et byzantines subsistent également.

Quelques images de la ville antique Thubursicum
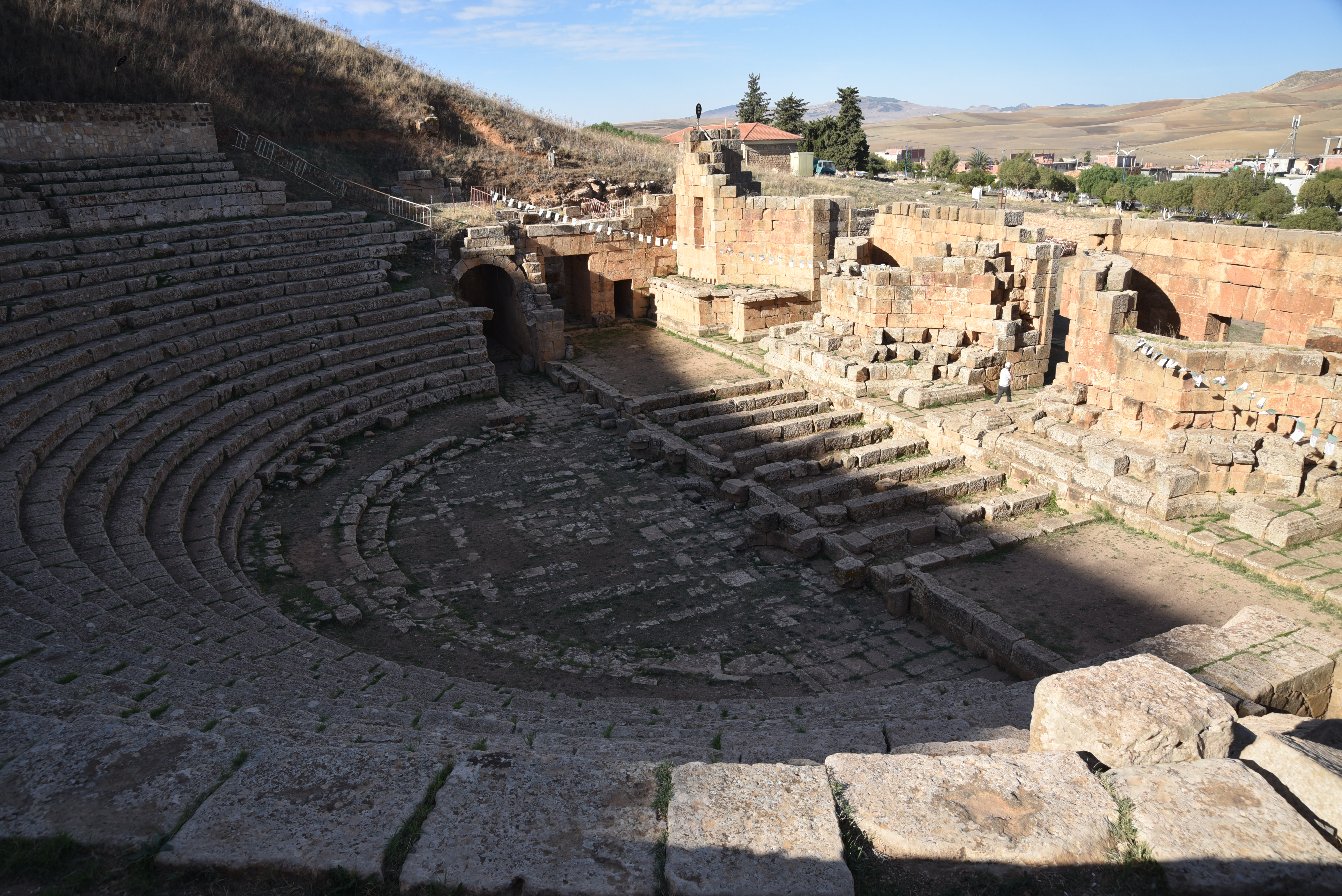
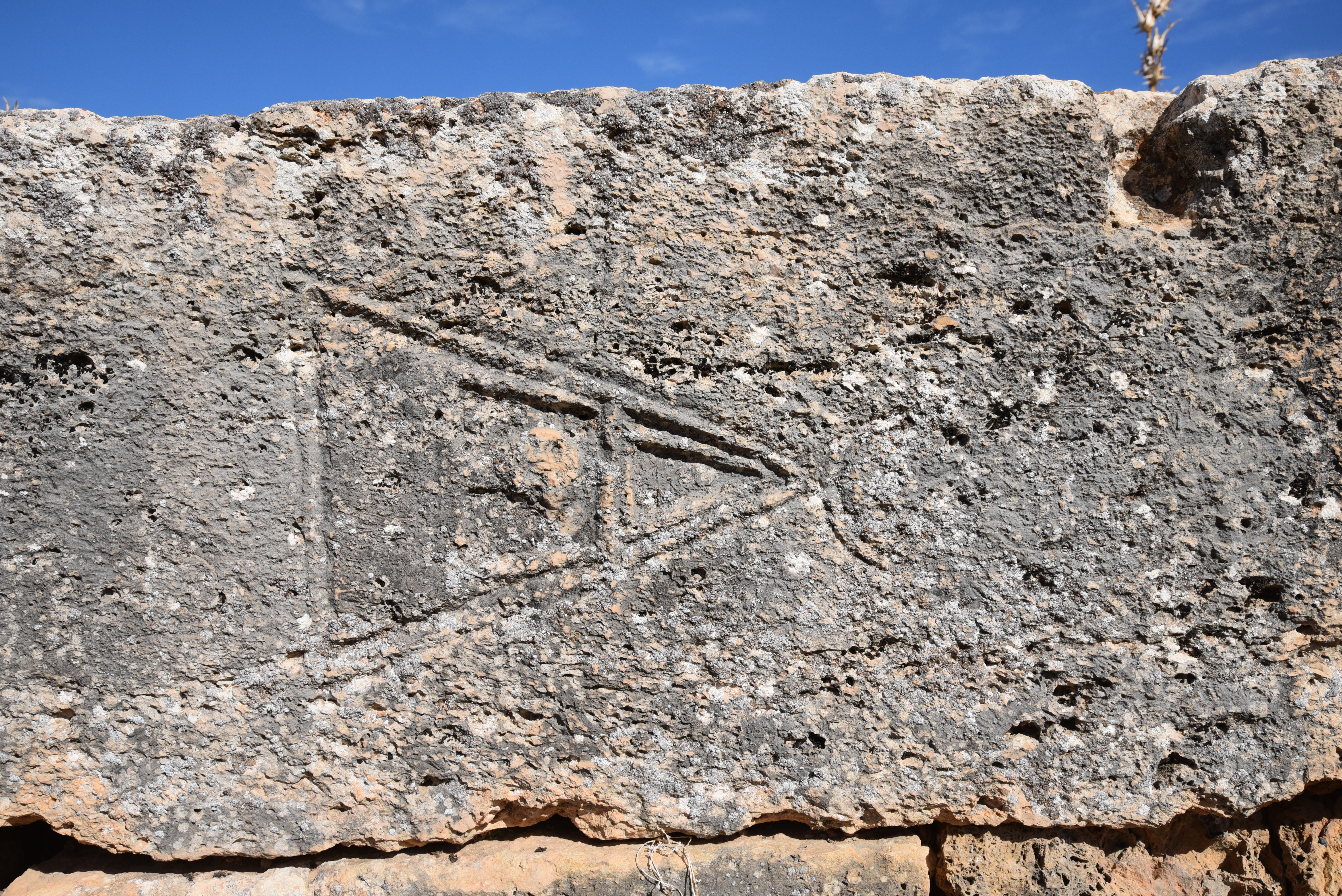
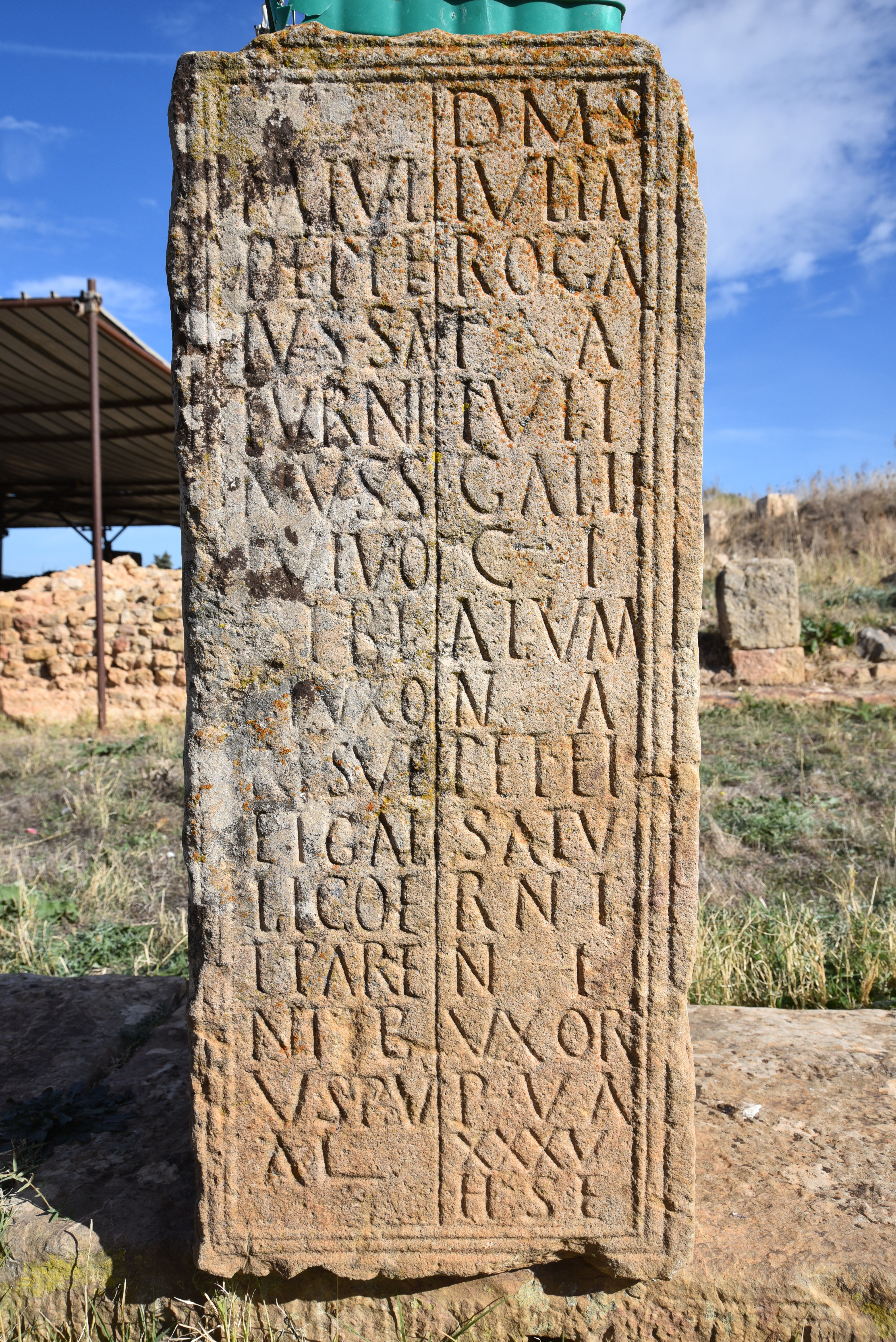
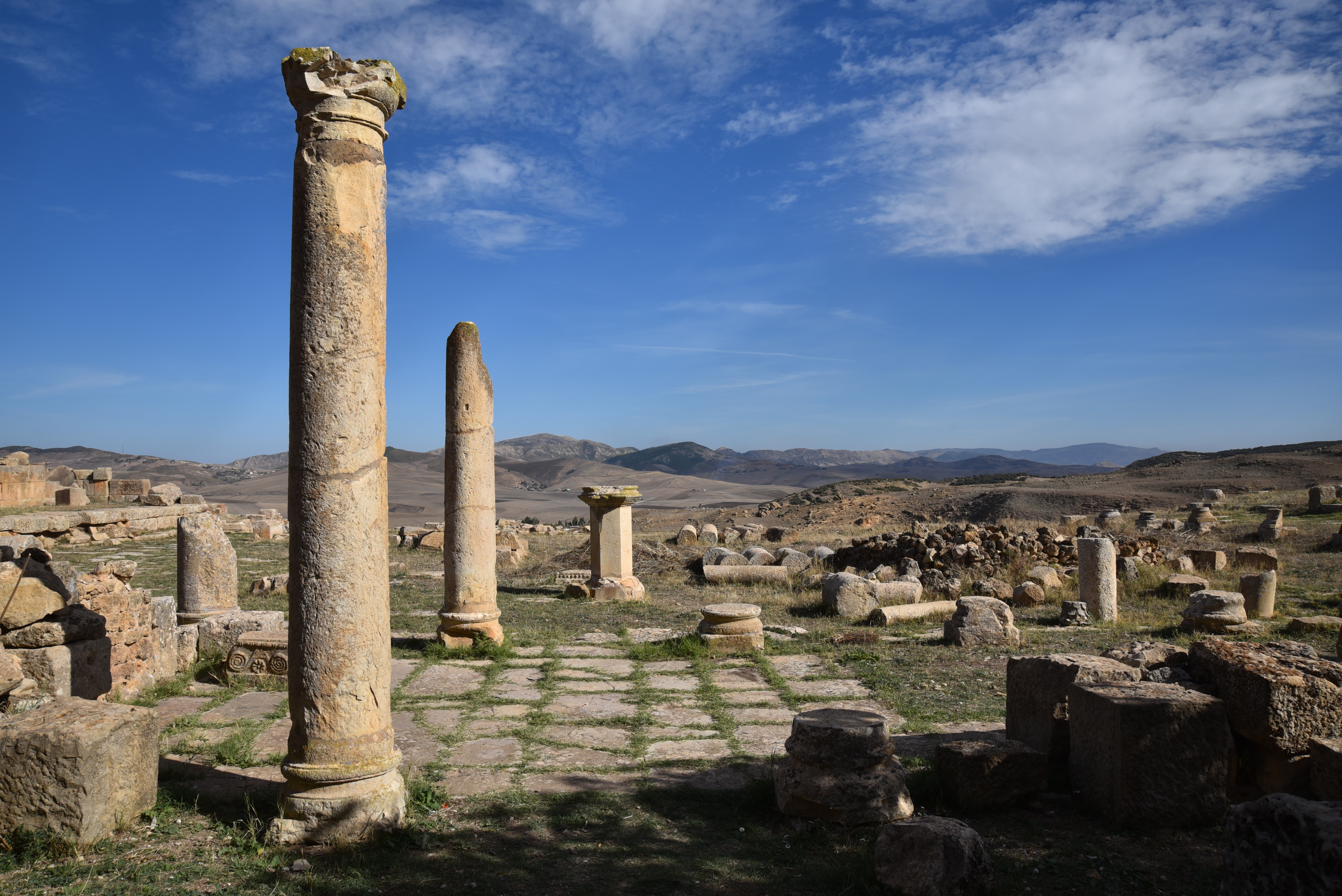
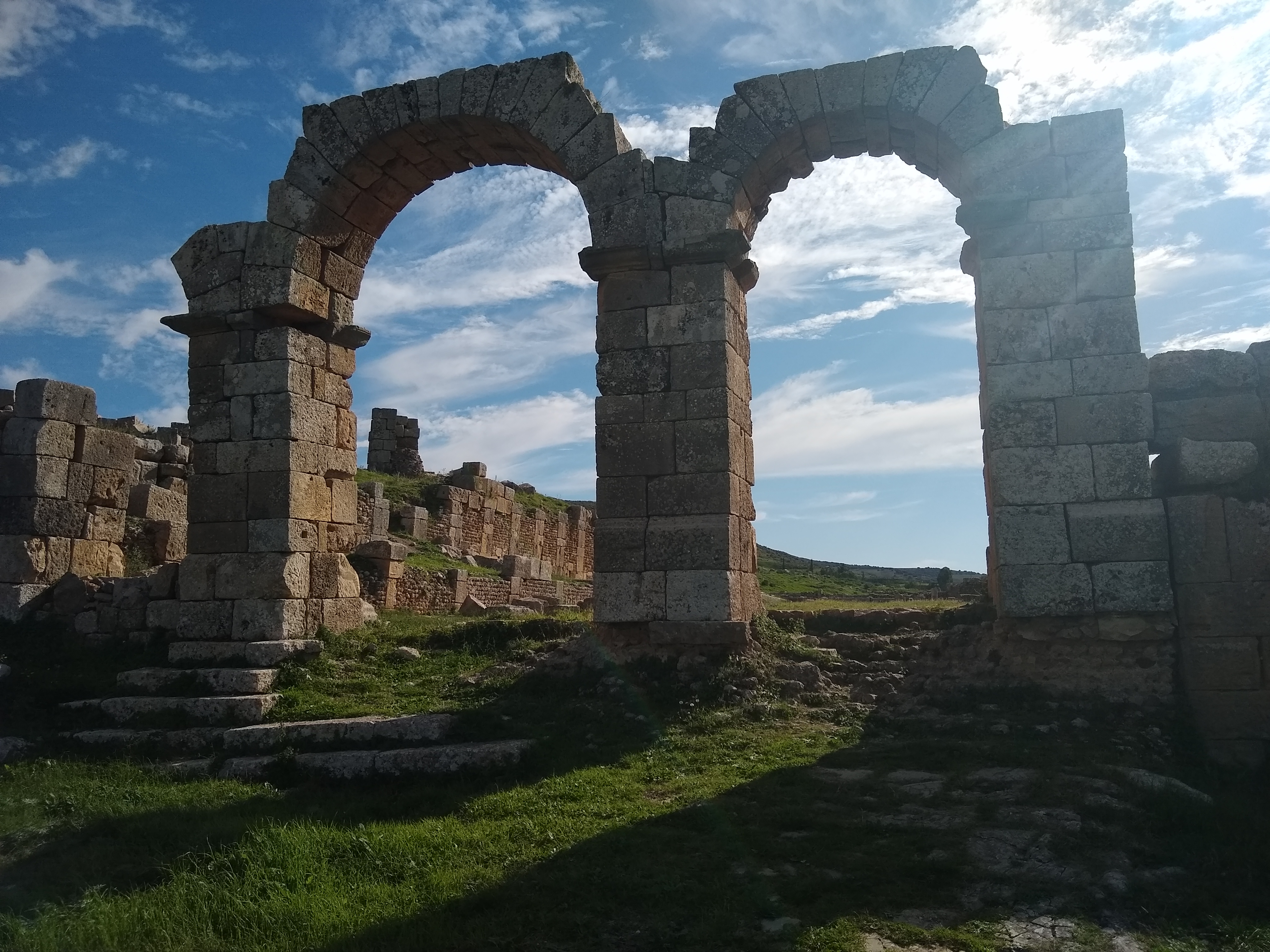
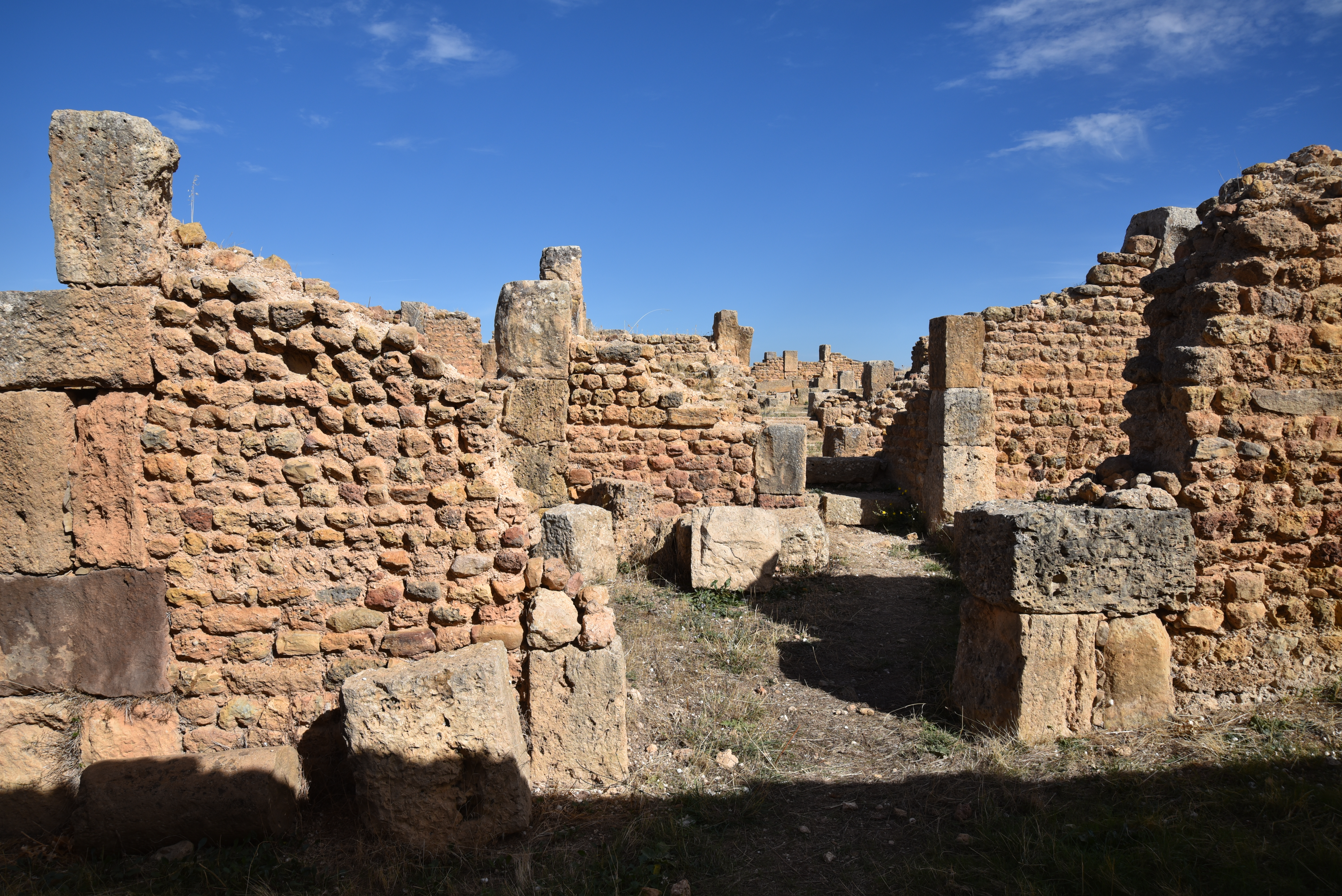
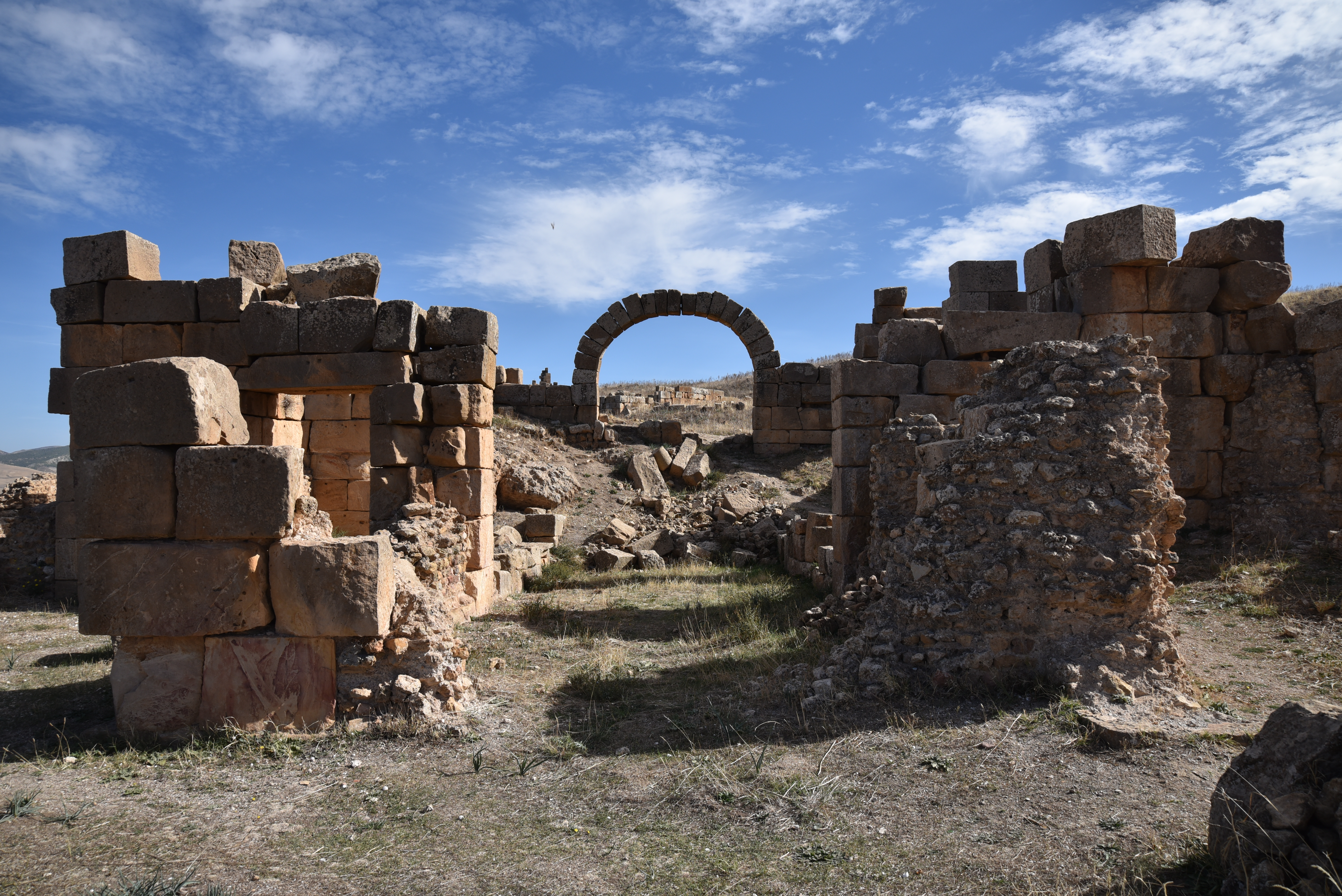
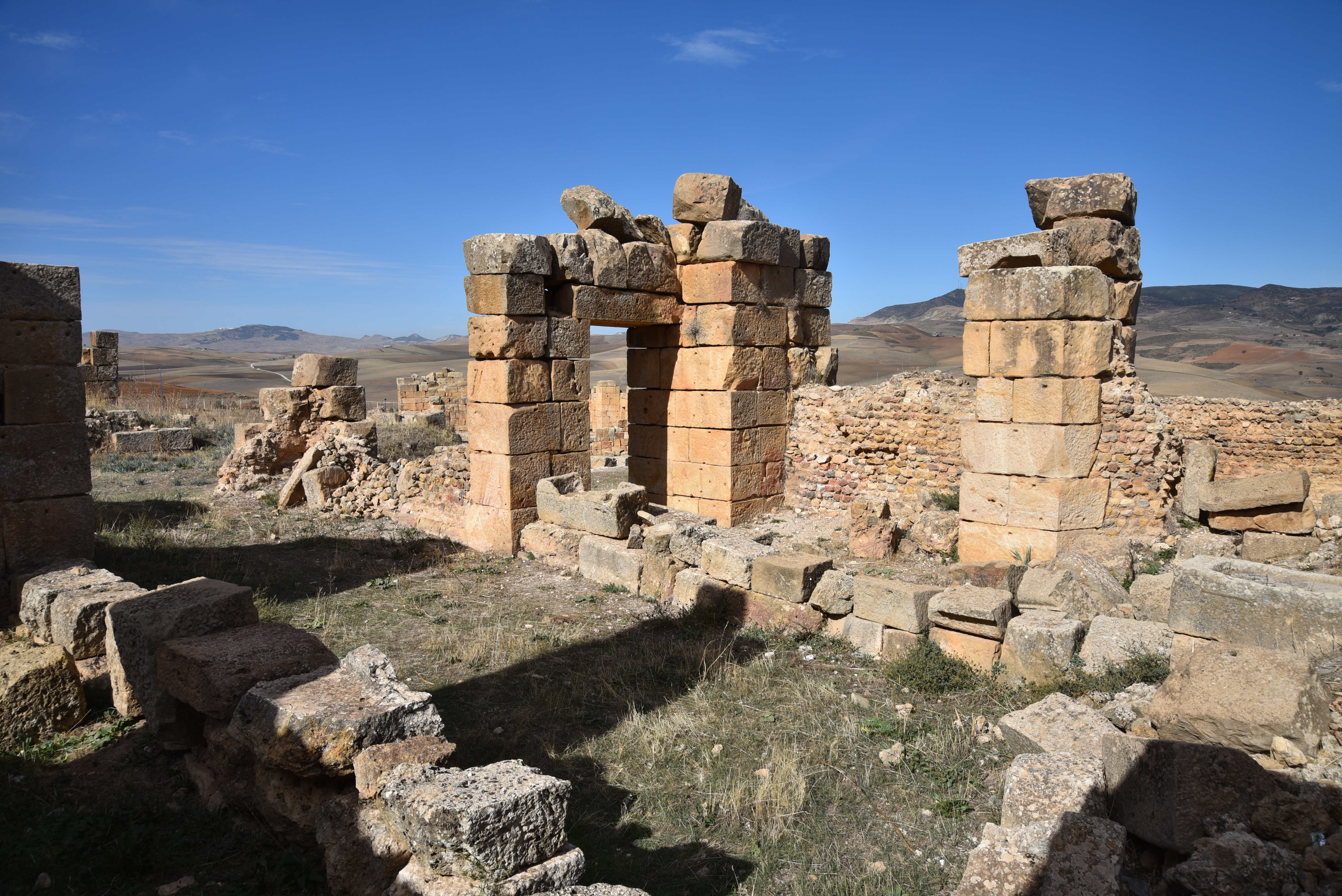
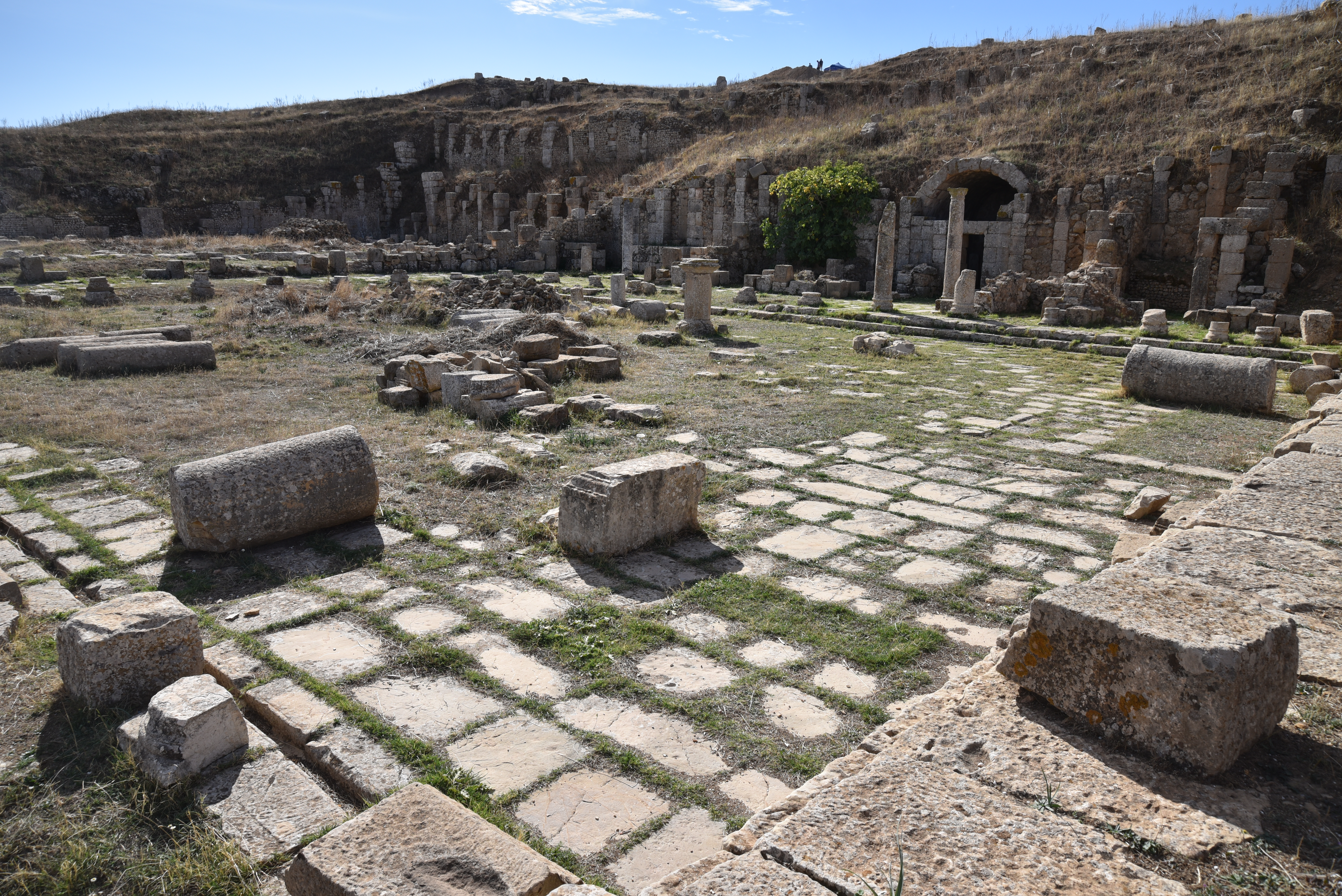
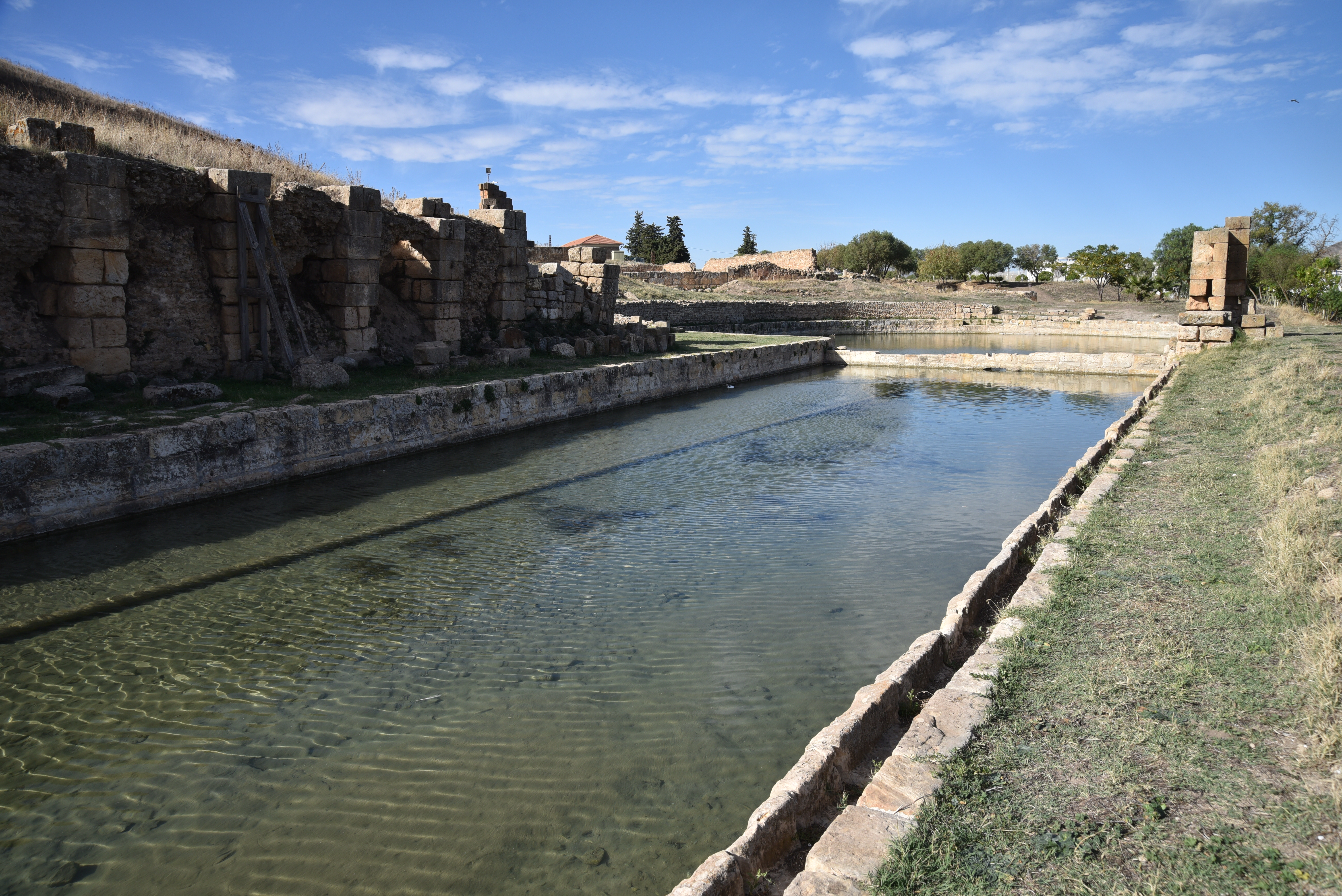

## Diocèse
Le diocèse de Thubursicum (latin : Dioecesis Thubursicensis) est un siège supprimé et un siège titulaire de l'Église catholique.
Quatre évêques de Thubursicum sont connus. Fortunio, évêque donatiste, est célèbre pour une rencontre qu’il eut avec saint Augustin et pour la discussion publique qui en résulta. Saint Augustin en fit un compte rendu détaillé, adressé aux évêques donatistes entre 395 et 397. Étant donné la rareté de ce nom, Fortunio est très probablement le même que l’évêque homonyme ayant participé au concile donatiste de Diocèse de Bagaï en 394.
Lors de la conférence de Carthage de 411, qui rassembla les évêques catholiques et donatistes d’Afrique romaine, assistèrent le catholique Maurentius et le donatiste Ianuarius. Maurentius est mentionné à deux autres occasions : le 13 août 407, il participa au concile de Carthage, où il fut mis en accusation, mais ne put se défendre car ses accusateurs ne se présentèrent pas ; lors du concile antipélagien de Milev en 416, son nom apparaît, sans indication de son diocèse, parmi les signataires de la lettre synodale adressée au pape Innocent Ier,.
Le dernier évêque connu de Thubursicum est Frumensius, dont le nom figure à la 22e place sur la liste des évêques de Numidie convoqués à Carthage par le roi vandale Huneric en 484. Comme tous les autres évêques catholiques africains, Frumensius fut condamné à l’exil.
Depuis 1933, Thubursicum est comptée parmi les sièges épiscopaux titulaires ; depuis le 30 juin 2010, l’évêque titulaire est Peter John Uglietto, évêque auxiliaire de l'archidiocèse de Boston.
Les évêques résidents connus sont :
- Fortunio † (fin du IVe siècle) (évêque donatiste)
- Maurentius † (avant 407 - après 416 ?)
- Ianuarius † (mentionné en 411) (évêque donatiste)
- Frumensius † (mentionné en 484)

Et les évêques titulaires sont :
- Ferdinando Longinotti † (5 octobre 1966 - 6 janvier 1976, démissionnaire)
- Nei Paulo Moretto † (21 janvier 1976 - 26 mai 1983, devient évêque de Diocèse catholique romain de Caxias do Sul)
- José Alves da Costa, Doctrinaire † (3 janvier 1986 - 8 mai 1991, nommé évêque du Diocèse catholique romain de Corumbá)
- André Rivest (27 juin 1995 - 19 juin 2004, nommé évêque de Diocèse de Chicoutimi)
- Sebastião Bandeira Coêlho (22 décembre 2004 - 6 janvier 2010, nommé évêque coadjuteur de Diocèse catholique de Coroatá)
- Peter John Uglietto (depuis le 30 juin 2010)